# Banc De Binary
Banc De Binary mit Sitz in Zypern war ein umstrittener Online-Broker, der auf den Handel mit binären Optionen spezialisiert war. Das Wall Street Journal beschreibt sie als Bank, die „es den Kunden ermöglicht, auf den Preis von Gold, Öl oder Aktien Wetten abzuschließen“.
Das Unternehmen gab im Januar 2017 seine Handelslizenz zurück und kam so einem Verbot durch die Aufsichtsbehörden zuvor.

## Geschichte
Nach seinem Abschluss in Ökonomie an der New York University und mehreren Jahren bei NAF Hedge Funds und Infinity Private Investment Funds, gründete Oren Laurent Banc De Binary im Januar 2009, nachdem die Securities and Exchange Commission (SEC) den Handel mit binären Optionen an der Börse erlaubt hatte. In einem Interview sagte Laurent, dass das Finanzunternehmen 20.000 Kundenkonten habe und in einer Presseaussendung im August 2012 gab er bekannt, dass die Zahl der Kunden auf 200.000 angestiegen sei.
Im Januar 2013 akzeptierte die Firma als erster auf binäre Optionen spezialisierter OTC-Broker die Regulierung durch die CySEC gemäß EU-Richtlinie. Zur selben Zeit hörte Banc De Binary auch auf, Kundenkonten aus den USA zu akzeptieren, um mit der CFTC Verhandlungen über den Verkauf von binären Optionen in den USA aufzunehmen.
Am 6. Juni 2013 wurde die Banc De Binary von der CTFC und der SEC beschuldigt, gegen die Finanzgesetze der USA zu verstoßen. Beide Institutionen brachten Klagen auf Gewinnabschöpfung gegen das Unternehmen ein. Zusätzlich sollten Finanzstrafen und andere einstweilige Verfügungen und Unterlassungsklagen verhängt werden. Das Unternehmen sponsert in der Saison 2015/16 den FC Liverpool.

## Regulierung
Das Unternehmen wird durch die Cyprus Securities and Exchange Commission (CySEC) reguliert.
Banc De Binary erhielt im Januar 2013 die Lizenz als Finanzdienstleistungsunternehmen von der CySEC. Das Register der britischen Financial Conduct Authority stellt fest, dass vom 25. Februar 2013 an das Unternehmen, das „autorisiert oder registriert durch die … [CySEC] ist … durch die Financial Conduct Authority reguliert werden kann“. Das Unternehmen ist auch in Deutschland, sowie in Italien, Frankreich, und Spanien als Finanzdienstleister und Kreditunternehmen registriert. In Übereinstimmung mit der EU-Richtlinie für Finanzinstrumente (MiFID) ist das Unternehmen in beinahe allen EU-Mitgliedsstaaten zugelassen. Laut MiFID sind Finanzdienstleistungen den Regeln des Unternehmenssitzes unterworfen und nicht den Gesetzen des Heimatlandes des Kunden.

## Geschäft in den USA
Am 6. Juni 2013 wurde Bank von der CTFC und der SEC beschuldigt, gegen die Finanzgesetze der USA zu verstoßen. Beide Institutionen brachten Klagen auf Gewinnabschöpfung gegen das Unternehmen ein. Zusätzlich sollten Finanzstrafen und andere einstweilige Verfügungen und Unterlassungsklagen verhängt werden.
Daraufhin gab Banc De Binary auf ihrer Website bekannt, zunächst keine weiteren Dienste in den USA oder Trades für US-Bürger anzubieten. Man sei jedoch im Gespräch mit CFTC und SEC.

## Institutionen für Investorenschutz
Banc De Binary wurde 2010 beim Better Business Bureau akkreditiert und hat die Registrierung zurückgezogen, weil sie das Geschäft in den USA aufgegeben hat. Davor war die Banc De Binary mit einem F bewertet worden, da sie erst vor kurzem gegründet worden war und auf 5 von 11 Kundenbeschwerden nicht reagiert hatte.
Banc De Binary steht auf einer Warnliste der United States Securities and Exchange Commission, da sie nicht registriert sei und Investoren sich beschwert haben.
In Kanada steht das Unternehmen auf der Investoren-Warnliste des Ontario Securities Commission. Die Institution weist darauf hin, dass die Bankgesellschaft Geschäfte betreibt, die mit Risiken für den Investor verbunden sind.
Die kanadische Autorité des marchés financiers (AMF) rät zur Vorsicht.